# Champoléon
Champoléon är en kommun i departementet Hautes-Alpes i regionen Provence-Alpes-Côte d'Azur i sydöstra Frankrike. Kommunen ligger  i kantonen Orcières som ligger i arrondissementet Gap. År 2022 hade Champoléon 139 invånare.

## Befolkningsutveckling
Antalet invånare i kommunen Champoléon
Referens:INSEE